# La Cerollera
La Cerollera (la Sorollera en catalán) es una localidad y municipio de la provincia de Teruel, en Aragón, España, en la comarca del Bajo Aragón. Cuenta con una población de 77 habitantes (INE 2024).
En su bandera y en su escudo figura en el centro un acerollo o serbal, de donde vendría el nombre de la localidad.

## Geografía
Integrado en la comarca de Bajo Aragón, se sitúa a 151 kilómetros de la capital provincial. El término municipal está atravesado por la carretera N-232 entre los pK 100 y 101, además de por una carretera local que se dirige hacia La Cañada de Verich. 
El relieve del municipio es bastante irregular, siendo numerosos los barrancos entre las agrupaciones montañosas. La altitud oscila entre los 963 metros al este (pico Llobatera) y los 650 metros al oeste, junto al barranco de la Cerroch. El pueblo se alza a 842 metros sobre el nivel del mar. 
| Noroeste: La Cañada de Verich | Norte: Belmonte de San José | Noreste: Belmonte de San José y Ráfales |
| Oeste: La Ginebrosa           |                             | Este: Ráfales                           |
| Suroeste: Torre de Arcas      | Sur: Monroyo                | Sureste: Monroyo                        |

## Administración y política
| Periodo   | Nombre                          | Partido | Partido                                  |
| --------- | ------------------------------- | ------- | ---------------------------------------- |
| 1979-1983 | José María Ballestero Beser     |         | Unión de Centro Democrático (UCD)        |
| 1983-1987 | Ángel Bosque Grau               |         | Partido Aragonés (PAR)                   |
| 1987-2003 | Dalmacio Albiol Omella          |         | Partido Socialista Obrero Español (PSOE) |
| 2003-2019 | Antonio Ernesto Arrufat Gascón  |         | Partido Socialista Obrero Español (PSOE) |
| 2019-2023 | Antonio Ezequiel Celma Lombarte |         | Partido Socialista Obrero Español (PSOE) |

| Partido político    | Partido político                                   | 1979   | 1983   | 1987   | 1991   | 1995   | 1999   | 2003   | 2007   | 2011   | 2015   | 2019   |
| Partido político    | Partido político                                   | Ediles | Ediles | Ediles | Ediles | Ediles | Ediles | Ediles | Ediles | Ediles | Ediles | Ediles |
|                     | Partido de los Socialistas de Aragón (PSOE-Aragón) | —      | 1      | 5      | 1      | 1      | 1      | 5      | 5      | 5      | 5      | 3      |
|                     | Partido Popular de Aragón (PP)                     | —      | —      | —      | 0      | 0      | 0      | 0      | 0      | 0      | 0      | 0      |
|                     | Partido Aragonés (PAR)                             | —      | 4      | —      | —      | —      | —      | —      | 0      | —      | 0      | 0      |
|                     | Unión de Centro Democrático (UCD)                  | 5      | —      | —      | —      | —      | —      | —      | —      | —      | —      | —      |
| Total de concejales | Total de concejales                                | 5      | 5      | 5      | 1      | 1      | 1      | 5      | 5      | 5      | 5      | 3      |

## Economía

### Evolución de la deuda viva
El concepto de deuda viva contempla sólo las deudas con cajas y bancos relativas a créditos financieros, valores de renta fija y préstamos o créditos transferidos a terceros, excluyéndose, por tanto, la deuda comercial.
Entre los años 2008 a 2014 este ayuntamiento no ha tenido deuda viva.

## Demografía
La Cerollera cuenta con una población de 77 habitantes (INE 2024).

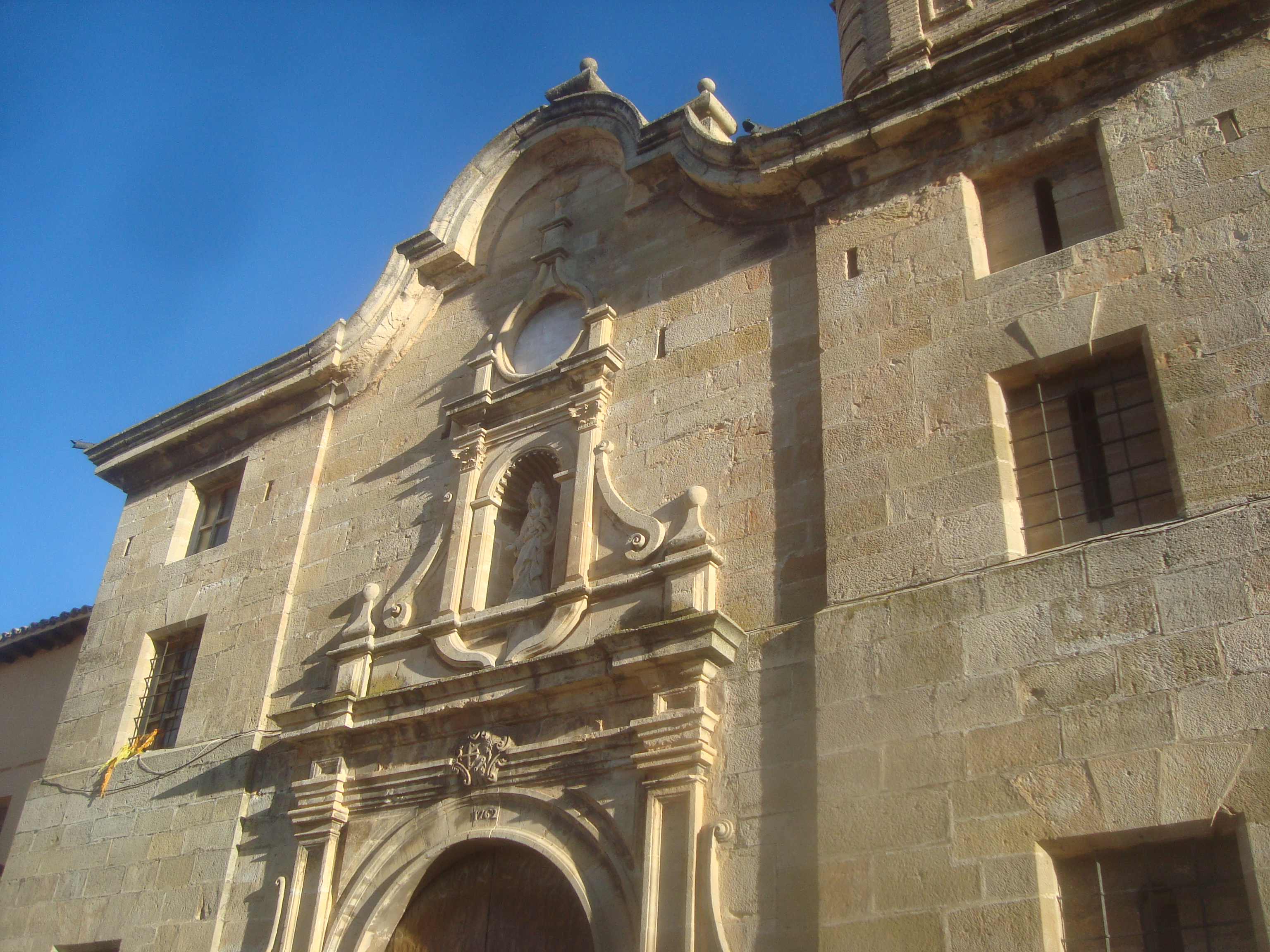
Iglesia parroquial Nuestra Señora de los Remedios de La Cerollera, Comarca del Bajo Aragón

| Gráfica de evolución demográfica de La Cerollera entre 1842 y 2021 |
| |
| Población de derecho según los censos de población del INE Población de hecho según los censos de población del INEEn estos censos se denominaba Cerollera: 1857, 1877, 1887, 1897, 1900, 1910, 1920, 1930, 1940, 1950, 1960 y 1970 |